# Канада во Второй мировой войне
Участие Канады во Второй мировой войне началось с объявления войны Германии 10 сентября 1939 года и проявилось в основном в Италии и Северной Европе. Канада участвовала в защите морских путей в Северной Атлантике, а канадский торговый флот совершил более 25 000 походов через Атлантику. Канадцы в течение войны также были активны и в Тихом океане. В начале войны Канада была старейшим доминионом в Британском содружестве. В основном страна не горела желанием участвовать в войне. Тем не менее Канада вступила во Вторую мировую войну в альянсе с Великобританией. Имея население всего лишь в районе 11-12 миллионов человек, Канаде удалось создать достаточно крепкую армию. После тяжелых испытаний Великой депрессии 1930-х годов задачи Второй мировой войны ускорили трансформацию Канады в современное и индустриализированное государство.
В начале войны канадская помощь британо-французским силам в Европе ограничилась одной дивизией, поскольку военная мобилизация была закончена лишь к вторжению в Италию в 1943 году и Нормандию в 1944 году. В течение войны 1,1 миллиона канадцев отслужило в армии, флоте и ВВС. Из них более 45 000 погибло и более 54 000 было ранено. Трудности войны коснулись многих канадцев.
Война серьёзно повлияла на канадскую историю, хотя не столь сильно, как Первая мировая война. Кризис воинского призыва 1944 года оказал серьёзное влияние на единство франко- и англоговорящих канадцев, хотя политический урон был не столь сильным, как в течение Первой мировой войны. Успехи в войне усилили канадскую экономику, привели к диверсификации производства и усилили национальное самосознание. Статус Канады как отдельного государства сильно вырос после 1945 года.

## Мобилизация
Страдая от пренебрежения в течение приблизительно 20 лет, канадская армия была маленькой, плохо оснащённой, практически неготовой к войне в 1939. Постоянно действующая милиция (или Постоянные войска, канадская постоянная армия) насчитывала лишь 4 261 офицера и солдата, в то время как непостоянно действующая милиция (канадские резервные войска) насчитывала 51 000 частично обученных и плохо вооружённых солдат. Современное вооружение встречалось в войсках очень редко. Попытки модернизировать армию начались в 1936 году, но закупки оружия были маленькими, а правительство не стремилось тратить деньги на оснащение новых танковых батальонов, созданных в этом году.
Тем не менее, размер канадских вооруженных сил серьёзно вырос в течение предвоенных так называемых мобилизационных «схем». В ходе войны армия насчитывала 730 000, ВВС — 260 000, а флот — 115 000 человек. Кроме того, тысячи канадцев служили в Королевских воздушных силах. Однако в процентном соотношении к общему населению 1,1 миллион военных представлял собой пропорционально меньшую мобилизацию, чем в Великобритании, Австралии или Новой Зеландии. Приблизительно половина служащих канадской армии и три четверти служащих ВВС никогда не покидали страну, в то время как за границей были развёрнуты около трех четвертей войск Австралии, Новой Зеландии и США. Тем не менее, к концу войны 1,1 миллионам мужчин и женщин довелось носить форму канадской армии. Канадский флот из нескольких кораблей в 1939 вырос до более чем 400 кораблей в конце войны. Эти успехи на флоте помогли поддерживать транспортные линии через Атлантику открытыми в течение всей войны.
Отчасти это повлияло на политику Кинга Макензи «ограниченной повинности» и трудовых требований канадской военной индустрии. Однако это также отражало объективные обстоятельства войны. После поражения и оккупации Франции исчез Западный фронт, вплоть до 6 июня 1944 года, когда войска Союзников высадились в Нормандии. Более того, потребности в людях в Северной Африке и Средиземноморье были сравнительно небольшими и легко поддерживались британскими войсками и войсками других членов Содружества.
В результате практически вся канадская армия не принимала участия в боях вплоть до середины 1944 года. Многие из молодых солдат 1-й Канадской пехотной дивизии, оказавшиеся за морем с декабря 1939 года, к 1943 году провели большую часть своей взрослой жизни в Англии, а не в Канаде. И всё же эта служба была не напрасна. Например, они принимали участие в Дьепском рейде в августе 1942 года, который помог добыть важнейшую информацию для штаба. Дьеп осуществлялся в основном силами канадцев, и в ходе боёв 904 из них погибли, 2460 были ранены и 1874 оказались в плену. Разочарованная канадская армия не принимала участия в боях на Европейском театре боевых действий вплоть до высадки на Сицилию летом 1943 года. В сицилийской кампании канадцы получили возможность принять участие в боях и позднее одними из первых вступить в Рим. Премьер-министр Кинг получил возможность оттянуть кризис призыва, которого он опасался. В День Д, 6 июня 1944 года, высадка в Нормандии осуществлялась на двух плацдармах, захваченных американцами (Омаха и Юта), двух, захваченных британскими войсками (Сорд и Голд), и последнем, занятом канадскими силами (Джуно). 3-я Канадская пехотная дивизия проникла во Францию дальше всех остальных союзных войск. После высадки в Нормандии канадские силы двигались на северо-восток в Нидерланды, где канадские войска освободили страну. Разноцветные тюльпаны, которые украшают сады напротив башни Мира в Оттаве, — это благодарственный подарок населению Канады за это освобождение.

## Промышленное производство
Канада стала одним из мировых лидеров по производству автомобилей в 1920-х годах благодаря филиалам американских производителей автомобилей в Онтарио. В 1938 году канадская автомобильная индустрия была четвёртой в мире по количеству производимых легковых автомобилей и грузовиков, хотя большая часть производственных мощностей простаивала из-за Великой депрессии. Во время войны эти промышленные мощности были использованы максимально, создавая все виды военной продукции и в особенности колёсных автомобилей, благодаря которым Канада стала второй по объему производства страной в мире во время войны (после США). Объём производства Канады примерно в 800 000 грузовиков, например, превзошёл суммарное производство грузовиков Германии, Италии и Японии. Конкуренты Ford и General Motors в Канаде объединили свои инженерные дизайнерские группы для производства стандартизированных автомобилей, подходящих для массового производства грузовика канадской военной модели (Canadian Military Patter, CMP), который использовался во всем Британском содружестве. Приблизительно половина потребностей британской армии в транспорте обеспечивались канадскими производителями. Британская официальная история утверждает, что производство небронированных грузовиков, включая класс CMP, было самым значительным вкладом страны в союзную победу.
Канада также производила собственный средний танк «Рэм». Хотя он не подходил для использования в бою, многие из них использовались в качестве обучающих, а Первый Канадский бронетранспортный полк использовал этот модернизированный танк в качестве бронетранспортёра в Северо-Западной Европе. К тому же 1390 танков «Валентайн», произведённых в Канаде, были отправлены в СССР. Около 14 000 самолетов, включая бомбардировщики «Ланкастер» и «Москито», были построены в Канаде. Кроме того, к концу 1944 года канадские верфи спустили на воду множество судов, в том числе эсминцы, сторожевые корабли, корветы и около 345 торговых кораблей. Но, возможно, ничто не имело такого большого значения для союзников, как металлургическая промышленность: половина союзного производства алюминия и 90 % союзного производства никеля поставлялись Канадой в течение войны.

## Начало войны
Между захватом Франции в июне 1940 года и вторжением Германии в СССР в июне 1941 года Канада снабжала Великобританию столь необходимыми едой, оружием и военными материалами благодаря морским конвоям и воздушным путям, а также помогала пилотами и самолётами, которые участвовали в Битве за Британию. На случай, если бы запланированное немецкое вторжение в Британию началось в 1941, формирования, позднее известные как I Канадский Корпус, уже были размещены для обороны между проливом Ла-Манш и Лондоном.
С 1939 и до конца войны в Европе в мае 1945 королевский канадский флот и канадский торговый флот играли заметную роль во Второй битве за Атлантику. Канада была основным местом действия Плана авиационного обучения Британского содружества, самой большой системы обучения пилотов в истории; более 167 000 служащих ВВС Содружества, включая 50 000 пилотов, тренировались на авиабазах Канады с 1940 по 1945 гг. Более половины выпускников были канадцами, которые затем продолжили службу в Королевских Канадских ВВС (Royal Canadian Air Force, RCAF) и Королевских ВВС (Royal Air Force, RAF). Одно из шести бомбовых соединений RAF, летавших в Европе, было канадским.
Солдаты канадской армии участвовали в битве за Гонконг в 1941 против японцев и в Дьепском рейде в 1942, где вторая канадская дивизия при поддержке британских коммандос и небольшого подразделения американских рейнджеров осуществила неудачную высадку во французском порту Дьеп. Канадские части принимали участие и в кампании в Северной Африке. В начале войны японские войска вторглись на Аляску. Канадские ВВС осуществляли противолодочное патрулирование, в то время как на земле канадские войска сражались бок о бок с американскими. В итоге японское нападение было отбито.
Эскадрильи RCAF и отдельные канадские пилоты, летавшие в британских RAF на истребителях «Спитфайр» и «Харрикейн», отлично воевали в течение Битвы за Британию. К 1 января 1943 года бомбардировщиков RCAF и их экипажей было достаточно для создания группы № 6, одной из восьми бомбардировочных групп в бомбардировочном командовании RAF.

## Дьепский рейд
Дьепский рейд (или другое название — операция Юбилей) был совершён 19 августа 1942 года, когда около 5000 солдат Второй Канадской дивизии и 1000 британских коммандос высадились на побережье оккупированной Франции, осуществив единственное серьёзное нападение союзных войск на Францию до высадки в Нормандии в июне 1944 года. Несмотря на поддержку с воздуха союзных истребителей и бомбардировщиков, а также крупного морского флота из 237 кораблей и высадочных барж, рейд стал катастрофой. Хотя эти события дали бесценную информацию о крайней необходимости близкого взаимодействия в операциях, осуществляемых войсками разных стран, тем не менее из 6000 высадившихся более тысячи погибло, а еще 2340 попали в плен. Двое канадцев были удостоены Креста Виктории за действия в Дьепе. Ценность дьеппского рейда является очень противоречивой; некоторые историки считают, что она была огромной, поскольку благодаря ему Союзники приняли решение не атаковать морской порт во время главного вторжения в оккупированную Западную Европу, другие обращают внимание на множество десантных операций, совершавшихся до и после дьеппского рейда, и утверждают, что этот рейд не дал ничего нового.

## Ньюфаундленд
После объявления войны Британия считала Канаду ответственной за защиту Северной Америки. В 1939 году Комиссаром по защите Ньюфаундленда был назначен Л. Е. Эмерсон. Уинстон Черчилль дал указания Эмерсону сотрудничать с Канадой и согласиться с «дружественным захватом», к которому он подтолкнул Макензи Кинга с помощью короля Канады. К марту 1942 года комиссар Эмерсон преобразовал официальные структуры, такие как корпус противовоздушной обороны Ньюфаундленда, и объединил их с канадскими войсками, такими как, например, Корпус опознания авиации.
Британская армия сформировала на Ньюфаундленде два боевых подразделения для службы за морем. 59-й полк полевой артиллерии служил в Северной Европе, а 166-й полк полевой артиллерии — в Италии и Северной Африке. Также был сформирован Ньюфаундлендский полк, но его так и не развернули за границей. 125-я Ньюфаундлендская эскадрилья RAF служила в Англии и Уэльсе и оказывала поддержку с воздуха во время дня Д. Эскадрилья была расформирована 20 ноября 1945 года.
Несколько канадских полков было расквартировано в Ньюфаундленде в течение Второй мировой войны. Самыми известными из них был полк «Королевские ружья» Канады, который базировался в Кейп-Спир, до того как был отправлен в британский Гонконг; в июле 1941 прибыл полк горцев острова Принца Эдварда, чтобы заменить их; в 1941 и 1942 году полк Линкольна и Велланда был приписан к аэропорту Гандера, а потом к Сент-Джонсу.
Канадская армия построила бетонный форт в Кейп-Спир с несколькими крупнокалиберными пушками для сдерживания немецких рейдов. Другие форты были построены для надзора за гаванью Сент-Джонса, в Холмах Южной Стороны были вырыты склады боеприпасов и бункеры, а при входе в гавань были расставлены сети для борьбы с торпедами. На острове Белл были установлены пушки для защиты торговых судов от атак субмарин, а на Риголетте — установлены пулемёты для защиты бухты Гуз.
Все канадские солдаты, направленные на Ньюфаундленд с 1939 по 1945 гг., получили серебряные планки для канадской Медали за Добровольческую Службу, дававшейся за службу за границей. Поскольку Канада, Южная Африка, Новая Зеландия и Австралия выпустили свои собственные медали за добровольческую службу, правительство Ньюфаундленда отчеканило свою собственную подобную медаль в 1978 году. Этой медалью награждались лишь те жители Ньюфаундленда, кто служил за границей в войсках Содружества, но еще не получил подобной медали от других стран. Медаль бронзовая: на её лицевой стороне изображена корона и карибу, а на обороте — Британия и два льва.

## Сражения в канадских водах и на территории страны
Немецкие подводные лодки действовали в канадских водах и водах Ньюфаундленда в течение всей войны, топя множество военных и торговых судов. Две значительных атаки были совершены в 1942 году, когда немецкие подлодки атаковали четыре сухогруза у острова Белл, возле Ньюфаундленда. Корабли S.S. Saganaga и S.S. Lord Strathcona были потоплены лодкой U-513 5 сентября 1942 года, а S.S.Rosecastle и P.L.M 27 были потоплены лодкой U-518 2 ноября, при этом погибло 69 человек. После того как подводная лодка запустила торпеду по грузовому пирсу острова Белл, он стал единственным местом в Северной Америке, подвергшимся прямой атаке немецких войск во Второй мировой войне. Немецкие подлодки также появлялись и в реке Святого Лаврентия. Ночью 14 октября 1942 года железнодорожный паром Ньюфаундленда SS Caribou был торпедирован лодкой U-69 и затонул в проливе Кабота, унеся 137 жизней. Материковая земля была также атакована японской субмариной I-26, обстрелявшей маяк на острове Ванкувер 20 июня 1942 года. Японские огненные шары также запускались в сторону Канады, причем некоторые достигали Британской Колумбии и других западных провинций.